# مايكل شاورز
مايكل شاورز (بالإنجليزية: Michael Showers)‏ هو ممثل أمريكي، ولد في 14 مارس 1966 بسينسيناتي في الولايات المتحدة، وتوفي في 22 أغسطس 2011 بنيو أورلينز في الولايات المتحدة بسبب غرق.

## أعمال

### أفلام
- (2009) أنا أحبك فيليب موريس
- (2010) تيكن
- (2011) ذي ريزدنت

## وصلات خارجية
- مايكل شاورز على موقع IMDb (الإنجليزية)
- مايكل شاورز على موقع ألو سيني (الفرنسية)
- مايكل شاورز على موقع أول موفي (الإنجليزية)
- مايكل شاورز على موقع قاعدة بيانات الأفلام السويدية (السويدية)
- مايكل شاورز على موقع قاعدة بيانات الفيلم (الإنجليزية)
- مايكل شاورز على موقع كينوبويسك (الروسية)